# Sven Danieli
Sven Dagobert Danieli, född 31 mars 1880 i Hajoms socken, död 18 januari 1946 i Trollhättan, var en svensk ingenjör, metallurg och kommunalpolitiker.
Sven Danieli var son till komminister Magnus Danieli. Han blev elev vid Varbergs högre allmänna läroverk 1892 och vid Göteborgs högre latinläroverk 1893, där han avlade mogenhetsexamen 1899. Han var därefter elev vid Apoteket Enhörningen i Göteborg 1899-1900 och informator hos August Herlenius på Storfors bruk 1900-1902. Från 1902 studerade han vid fackskolan för bergsvetenskap vid Tekniska högskolan och avlade avgångsexamen 1905. Danieli praktiserade somrarna 1901-1905 vid Nykroppa järnverk och Storfors bruk och blev därefter 1906 andre ingenjör vid Nykroppa järnverk, för att året därpå med järnkontorets stipendium företa en studieresa till bland annat Österrike, Oberschlesien och Westfalen. Efter sin återkomst till Sverige blev han 1908 ingenjör vid masugnarna och bessemerverken vid Domnarvet och 1909 ledare för de elektrometallurgiska experimenten där. 1915 lämnade han Domnarvet för att tillträda en tjänst som teknisk chef och överingenjör vid AB Ferrolegeringars elektriska smältverk i Trollhättan. Under sin tid här var han även 1916-1917 konsulterande ingenjör vid uppförandet av Elektrowerk Weisweiler i  Weisweiler, Nordrhein-Westfalen. Danieli var från 1917 ledamot av styrelserna för Stallbacka industriidkares förening, från 1918 ledamot av styrelsen för Trollhättans elektrokemiska arbetsgivareförbund, var sakkunnig i en kommitté i Norge angående möjligheterna att ekonomiskt tillverka elektrotackjärn i Norge 1918, konsulterande ingenjör vid AB Trollhätte cyanidverk 1918-1919, en av stiftarna av AB Svavelprodukter och ledamot av dess styrelse 1918-1920.
Danieli var även ledamot av drätselkammaren i Trollhättan 1919-1926, 1923-1924 som dess ordförande. Han var ledamot av stadsfullmäktige i Trollhättan 1919-1926, en av stiftarna av Stallbackaindustriens bostads AB och ledamot av dess styrelsen från 1919. Därtill ledamot av styrelserna för Byggnadsföreningen arbetarbostäder från 1921, för Trollhättans tryckeri AB från 1921 och för Trollhättans privatskola 1920-1925. Danieli var ledamot av Älvsborgs läns landsting 1923-1926, av stadsfullmäktige utsedd huvudman i Trollhättans sparbank 1926, ordförande i styrelsen för Trollhättans brännvinsbolag från 1927, ledamot av styrelsen för AB Ferrolegeringar från 1927, en av stiftarna AB Metallurgisk industri, ledamot av dess styrelse från 1927 samt överingenjör och chef vid dess verkstäder. Danieli var även en av stiftarna av Ab Eduard Peterssons bokhandel och ledamot dess styrelse från 1929. Han var även ledamot av styrelsen för Trollhättans ingenjörsklubb och övermästare i Oddfellowlogen Christopher Polhem i Trollhättan 1923-1925.